# Ctenomys pontifex
Ctenomys pontifex е вид бозайник от семейство тукотукови (Ctenomyidae).

## Разпространение
Видът е разпространен в Аржентина.